# Ehrengang

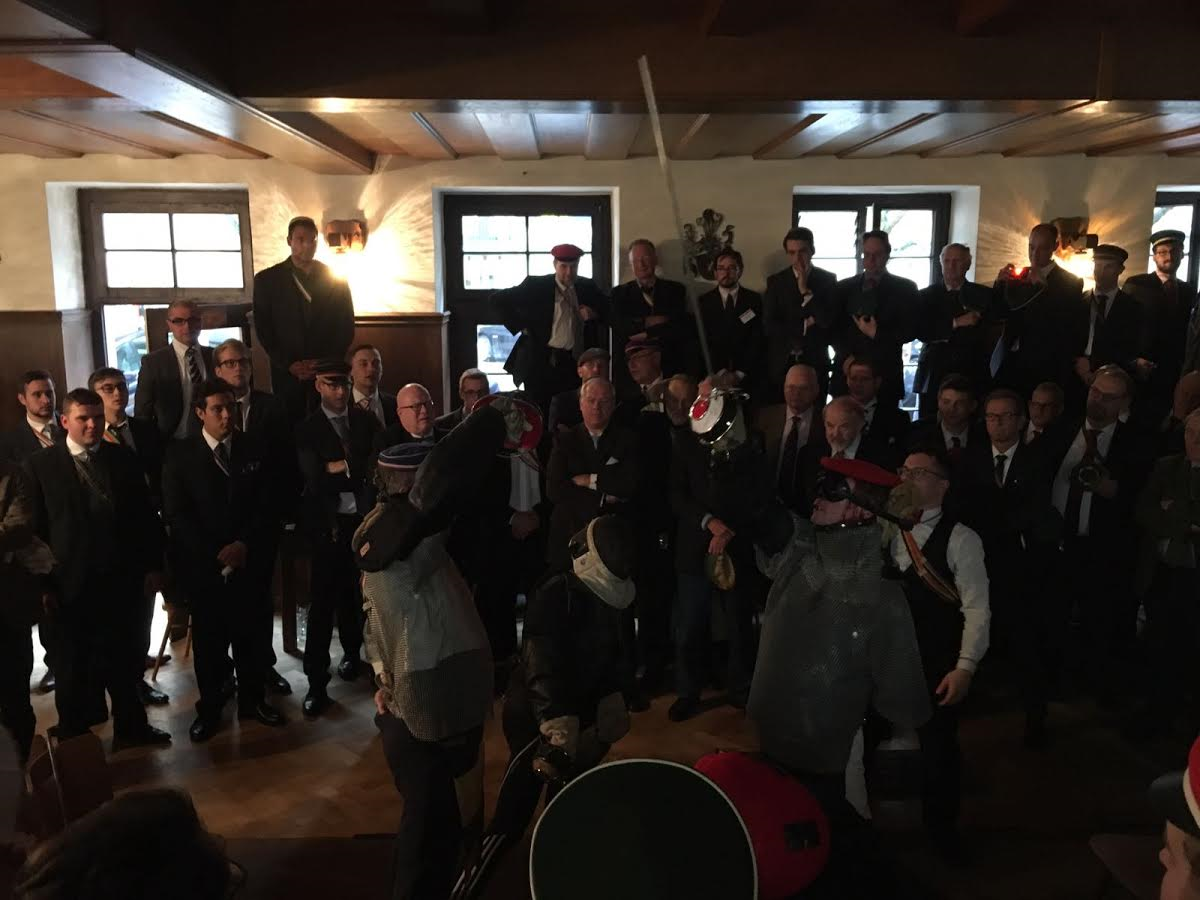
Ehrengang am Ende einer Mensur (2016)

Der Ehrengang ist ein Ritus in einer schlagenden Verbindung. Er eröffnet und beendet im Normalfall die Mensur. Der eröffnende Ehrengang steht für das beidseitige Versprechen, sich an den Comment zu halten. Der abschließende ist die gegenseitige Respektbezeugung sowie ein Dank für den commentgemäßen Verlauf. Der Unterschied zu einem normalen Gang besteht darin, dass beide Paukanten auf Angriffshiebe verzichten und stattdessen nur einmal die Klingen aneinanderschlagen.
Bei den Ehrengängen tragen die Paukanten in den meisten Fällen die Mütze mit den Farben ihrer Verbindung. Diese Sitte entstand im 19. Jahrhundert. Damals wurde eine Mensur mit Mütze von einer Mensur ohne Mütze („sine“) unterschieden. Dies bedeutete unterschiedliche Schutzvorrichtungen für die Paukanten, die bei Mensuren „mit Mütze“ umfangreicher waren und deshalb von den Universitätsbehörden geduldet wurden. Sollte es nach einer Contrahage zu einer Befragung durch die Universitätsbehörden kommen, konnten die Paukanten unter Eid aussagen, dass sie mit Mütze gefochten haben.

## Rezeption in den Medien
- Otto Julius Bierbaum: Prinz Kuckuck: Leben, Taten, Meinungen und Höllenfahrt eines Wollüstlings. Sammlung Hofenberg, Erstdruck: Drei Bände, München und Leipzig Müller, 1907-08. Hrsg.: Karl-Maria Guth. Contumax GmbH & Co. KG, Berlin 2016, ISBN 978-3-86199-466-4, S. 313 (700 S.).
- Dirk Kaesler: Max Weber: Preuße, Denker, Muttersohn. Eine Biographie. 1. Auflage. C.H.Beck, München 2014, ISBN 978-3-406-66075-7, S. 192 (1007 S.).